# Juan Bautista Alós Peris
Juan Bautista Alós Peris (Onda, 1881-1946), pintor i dissenyador ceràmic.

## Trajectòria
En 1895 entrà a treballar com a pintor ceràmic a la fàbrica de taulells La Catalana, d'Onda, on son pare, Bautista Alós Juan, era el director. En 1899 marxà a Rio de Janeiro per ajudar en la instal·lació d'una fàbrica de taulells, i en 1902 ja havia tornat de Roma, on continuà els seus estudis artístics.
Fou dissenyador ceràmic i ocupà diversos càrrecs directius en indústries ceràmiques: L'any 1902, comença a treballar com a pintor ceràmic i dissenyador principal a la fàbrica de taulells propietat de Jaume Pujol i Bausis, a Esplugues de Llobregat, i també treballa en la fàbrica de José María Verdejo. En 1905 es trasllada a Onda, on treballa per Juan Bautista Segarra Bernet i per la fàbrica d'Elías Peris. En 1915 és nomenat director artístic de la fàbrica Valencia Industrial de Burjassot, i anys després torna a treballar en les dues fàbriques de Juan Bautista Segarra Bernat, a Onda i Castelló. En 1925 era director de la fàbrica dels hereus de Francisco Valldecabres de Manises.
Compagina la seva activitat artística, de disseny ceràmic, amb la docència. En 1915 és professor de l'Escola General d'Aprenentatge de Manises, en 1925 de l'Escola Provincial de Ceràmica d'Onda, i en 1929 De l'Escola del Treball de Barcelona.
En la seva estada a Esplugues de Llobregat comença el contacte amb Antoni Gaudí, Lluís Domènech i Muntaner i Josep Puig i Cadafalch, amb els quals col·laborà en els seus projectes com l'Hospital de Sant Pau, la Casa Milà, la Casa de les Punxes i el Parc Güell.